# War Birds

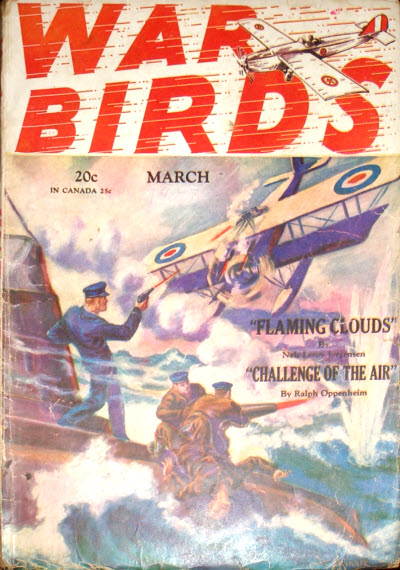
Capa da primeira edição, de Chris Schaare

War Birds foi uma revista pulp publicada pela Dell de 1928 a 1937. Foi o primeiro pulp a focar em histórias de guerra no ar e logo teve concorrentes. Uma série com o irlandês fictício Terence X. O'Leary, que começou em outras revistas, começou a aparecer na War Birds em 1933, e em 1935 a revista mudou seu nome para Terence X. O'Leary's War Birds por três edições. Nessas edições, o cenário das histórias sobre O'Leary mudou desde a Primeira Guerra Mundial até o futuro próximo; quando o título mudou de volta para War Birds no final daquele ano, a ficção voltou a ser histórias comuns de guerra de aviação em suas últimas nove edições, incluindo uma história final de O'Leary. Os editores da revista incluíam Harry Steeger e Carson W. Mowre.

## Histórico e conteúdo da publicação
War Birds foi lançado em março de 1928 pela Dell Publishing Co., Foi inicialmente um sucesso e, de acordo com o historiador da revista pulp Ed Hulse, publicou "alguns dos melhores escribas de histórias aéreas do país". Foi a primeira revista pulp a focar na guerra aérea e, quando ficou claro que era um sucesso, outras editoras rapidamente lançaram títulos semelhantes: Flying Aces e Aces, ambos apareceram em 1928. Na edição de julho de 1933, apareceu "O'Leary, Sky Hawk", de Arthur Guy Empey: apresentava Terence X. O'Leary, um soldado irlandês ruivo que já havia sido protagonista de múltiplas aparições nas revistas populares War Stories e Battle Stories.
Empey reescreveu a história de O'Leary para torná-lo um piloto que voou com o Royal Flying Corps, e mais de uma dúzia de outras histórias de O'Leary apareceram em War Birds nos dois anos seguintes. O'Leary era membro do "Esquadrão de Perseguição Black Wings", descrito pelo historiador da revista popular Robert Sampson como "uma daquelas organizações estranhas comuns na ficção de guerra popular. [Cada homem] no esquadrão... tem uma longa sentença de prisão pairando sobre sua cabeça, a menos que lute ferozmente".  Sampson considera as histórias de O'Leary as piores séries de guerra aérea dos jornais; ele os descreve como "um monumento sublime à meretriz".
Da mesma forma, Hulse considera a qualidade dessas histórias ruim e sugere que Mowre as imprimiu apenas por causa da lealdade do leitor ao personagem. Em março de 1935, o título da revista foi alterado para Terence X. O'Leary's War Birds, e a revista mudou para o gênero de ficção científica na tentativa de revitalizá-lo; na opinião de Sampson, esses romances "ofereceram algumas das piores prosas de todos os heróis". Houve três edições de ficção científica, cada uma apresentando um romance de Empey no qual O'Leary lutou contra os imortais Homens Sem Idade da Atlântida em planos do futuro. O historiador de ficção científica Robert Weinberg comenta que "a qualidade da ficção científica dificilmente estava um passo acima da história em quadrinhos. Embora uma boa redação não fosse um pré-requisito para o sucesso nas publicações, uma redação péssima geralmente condenava uma revista". Após três edições, o título voltou a ser War Birds, e mais nove edições apareceram. Houve uma história final de O'Leary, na edição de outubro de 1935, com o cenário alterado de volta para a Primeira Guerra Mundial. A edição final foi datada de outubro de 1937.
Outros escritores que apareceram em War Birds incluíram Arthur J. Burks, Robert J. Hogan, Robert Sydney Bowen, William E. Barrett, Frederick C. Painton e Lester Dent. Os artistas da capa incluíram George Rozen, Sidney Riesenberg, Rudolph Belarski e Eugene Frandzen.

## Detalhes bibliográficos
| Ano | janeiro | Fevereiro | Março | abril | Poderia | junho | julho | Agosto | Setembro | Outubro | novembro | dezembro | Dez (2) |
| --- | ------- | --------- | ----- | ----- | ------- | ----- | ----- | ------ | -------- | ------- | -------- | -------- | ------- |
| 1928 |         |           | 1/1   | 1/2   | 1/3     | 2/4   | 2/5   | 2/6    | 3/7      | 3/8     | 3/9      | 4/10     | 11/04   |
| 1929 | 12/04   | 13/05     | 14/05 | 15/05 | 16/06   | 17/06 | 18/06 | 19/07  | 20/07    | 21/07   | 22/08    | 23/08    | 24/08   |
| 1930 | 25/09   | 26/09     | 27/09 | 28/10 | 29/10   | 30/10 | 31/11 | 32/11  | 33/11    | 24/12   | 35/12    | 36/12    | 13/37   |
| 1931 | 13/38   | 13/39     | 14/40 | 14/41 | 14/42   | 15/43 | 15/44 | 16/46  | 16/47    | 16/48   | 17/49    |          |         |
| 1932 | 17/50   | 17/51     | 18/52 | 18/53 | 18/54   | 19/55 | 19/56 |        |          | 19/57   |          | 20/58    |         |
| 1933 |         | 20/59     | 20/60 | 21/61 | 21/62   | 21/63 | 22/64 | 22/65  | 22/66    | 23/67   | 23/68    | 23/69    |         |
| 1934 | 24/70   | 24/71     | 24/72 | 25/73 | 25/74   | 25/75 | 26/76 | 26/77  | 26/78    | 27/79   | 28/80    | 29/81    |         |
| 1935 | 29/82   | 29/83     | 30/84 | 30/85 |         | 30/86 |       |        |          | 31/87   |          | 31/88    |         |
| 1936 |         |           |       |       |         |       |       | 32/1   |          | 32/3    |          |          |         |
| 1937 |         | 32/3      |       | 33/1  |         | 33/2  |       | 33/3   |          | 34/1    |          |          |         |
| Harry Steeger foi editor de algumas edições anteriores. Carson Mowre foi editor pelo menos até a edição de outubro de 1935. |         |           |       |       |         |       |       |        |          |         |          |          |         |

O editor foi a Dell Publishing Co. durante o período. Algumas edições iniciais foram editadas por Harry Steeger, que deixou a Dell em 1930 para formar a Popular Publications. A maioria das edições foi editada por Carson W. Mowre, que deixou a revista pouco antes do final de sua publicação. A primeira edição foi datada de março de 1928, e a última foi datada de outubro de 1937; foi mensal durante a maior parte de sua vida, com uma edição extra em dezembro durante os primeiros três anos, exceto por algumas lacunas em 1932 e 1933, e um período irregular de 1935 até o fim. O título era War Birds para todas as edições, exceto três: as edições de março, abril e junho de 1935 foram renomeadas para Terence X. O'Leary's War Birds . O preço era de 20 centavos até a edição de março de 1933, que custava 10 centavos; depois disso, o preço variou entre 10 centavos, 15 centavos e 20 centavos. A primeira edição tinha 128 páginas; a contagem de páginas variou entre 128 e 144 páginas durante a maior parte de sua tiragem, com vários números de 96 páginas aparecendo em 1933, dois de 112 páginas em 1935 e um número final de 116 páginas. Uma edição reimpressa canadense apareceu nas edições de julho de 1934 e abril de 1935.